# Oqbe Kibrom Ruesom
Oqbe Kibrom Ruesom (Tigrinya ዑቅባይ ክብሮም ሩዞም, geb. 1. Januar 1998) ist ein eritreischer Marathonläufer.
Er qualifizierte sich für die 2021 ausgetragenen Olympischen Spiele 2020 in Tokio. Im Marathon lief er eine Zeit von 2:16:57 h und kam auf Rang 35.